# Blatnice (powiat Pilzno Północ)
Blatnice – wieś i gmina w Czechach, w powiecie Pilzno Północ, w kraju pilzneńskim. Według danych z dnia 1 stycznia 2013 liczyła 762 mieszkańców.